# Sankt Croix
 Der er for få eller ingen kildehenvisninger i denne artikel, hvilket er et problem. Du kan hjælpe ved at angive troværdige kilder til de påstande, som fremføres i artiklen.

Sankt Croix (udtale: [ˌsɑŋd̥ ˈkʁ̥ʌjs]?; engelsk: Saint Croix, engelsk udtale: [ˌseɪnt ˈkɹɔɪ]?]; fransk: Sainte-Croix, fransk udtale: [sɛ̃tˈkʁwa]?) er en ø i Det Caribiske Hav, der er en del af de Amerikanske Jomfruøer. Øen havde over 50.000 indbyggere i 2010.
Sankt Croix var indtil 1917 en del af Dansk Vestindien og er den ø, som Danmark erhvervede sidst (1733). Øen er på størrelse med Møn. På Sankt Croix ligger byerne Frederiksted og Christiansted. Øen er den sydligste af de Amerikanske Jomfruøer.

## Historie

### Før koloniseringen
Øen var oprindeligt beboet af taino og caribere. Man kan af og til støde på at øerne var befolket af arawak, men denne betegnelse bruges nu til dags om oprindelige befolkninger længere vestpå og på det sydamerikanske kontinent og den førnævnte betegnelse taino bruges i stedet.
I 1493 blev øen opdaget af den spanske søfarer og opdagelsesrejsende Christoffer Columbus. Han gik i land på øen, som han døbte Santa Cruz ("det hellige kors"). Det første dokumenterede sammenstød mellem den nye verdens oprindelige befolkning og europæere (Columbus og hans mænd) fandt sted ved Salt River Bay på Sankt Croix i november 1493.

### Kolonisering
Spanierne erklærede øen for deres, fordi Christoffer Columbus havde fundet den. Spanierne var på det tidspunkt konstant i krig med caribierne. I 1590'erne var alle caribiere på øen enten udryddet eller sendt til andre spanske kolonier som slaver. Da var spanierne også blevet trætte af øen. Dårligt vejr var den vigtigste grund til, at de sidste forlod øen i 1596, og samme år blev den beskrevet som "fuldstændig øde".
I første del af 1600-tallet sendte både England og Holland kolonister til øen. De delte den mellem sig: Holland fik den østlige del og England den vestlige. Der udbrød konflikt, da den engelske guvernør blev skudt af den hollandske under en visit på den hollandske del af Sankt Croix. Efter en række kampe forlod hollænderne øen, og englænderne var nu alene tilbage.
I 1650 vendte spanierne tilbage. Med fem skibe og 1.200 soldater angreb de Sankt Croix og slog alle ihjel, som ikke nåede at flygte. Spanierne nåede lige at få bygget et fort, som var det eneste beboede sted på øen i 1650. I 1651 var det Frankrigs tur til at oprette en koloni. Kun 10 år efter at franskmændene havde etableret sig, købte den franske guvernør på St. Kitts, de Poincy, øen som sin private ejendom. Han gav i 1653 øen til Malteserordenen, som ikke forstod sig på kolonisme. I 1665 købte Det fransk-vestindiske Kompagni øen, og handelen blomstrede med sukker, tobak og bomuld. Sankt Croix blev underlagt den franske krone i 1674; da guvernøren døde, mærkede øen en markant nedgang, hvilket førte til at Sankt Croix i 1695 blev forladt.

### Dansk kolonisering
I 1733 blev øen solgt til det Dansk-vestindiske kompagni, som straks lod alle nationaliteter, etniske og religiøse grupper flytte til øen. Det førte til et hav af nye, men også meget forskellige indbyggere. Spanske jøder og franske protestanter kom til øen og købte plantager. Englændere kom hurtigt efter, og engelsk blev det dominerende sprog på øen. De nyankomne tjente godt på sukkerhandlen, især efter 1755, hvor Danmark havde indført fri handelsret på de Dansk Vestindiske Øer. Det øgede prisen på sukker, hvilket kom øboerne til gode, og da der udbrød krig i nogle andre af verdens største sukkerproducerende områder, steg prisen yderligere pga. leveringsproblemer fra disse områder. Et af datidens betydeligste handelshuse, Moses & Søn G. Melchior, stod for størstedelen af handelen på St. Croix.
St. Croix forvandledes på kort tid til en slags slaveø, hvor et fåtal hvide havde overladt det hårde fysiske arbejde i sukkerplantagerne til afrikanske slaver. De fleste af plantagerne er forsvundet, kun enkelte står tilbage som museer (Whim House), men der er spor overalt i landskabet efter ca. 100 års slaveri. Slavehandel og handel med produkter fra Vestindien er grundlaget for den florissante periode i dansk historie – fra ca. 1755 til statsbankerotten i 1813. Udviklingen af sukker fra sukkerroer gjorde slavebrugene urentable (sukkeret skulle jo endvidere transporteres til Europa).
Befolkningsudviklingen på Sankt Croix i den danske periode var:
| År   | Christianssted | Frederikssted | Landdistrikter | I alt  |
| ---- | -------------- | ------------- | -------------- | ------ |
| 1789 | 4.849          | 1.051         | 19.471         | 25.377 |
| 1796 | 5.056          | 1.170         | 22.577         | 28.803 |
| 1815 | 5.427          | 1.800         | 21.423         | 28.650 |
| 1841 | 5.336          | 2.391         | 17.897         | 25.624 |
| 1850 | 5.370          | 2.886         | 15.464         | 23.720 |
| 1870 | 5.127          | 3.817         | 13.816         | 22.760 |
| 1880 | 4.939          | 3.480         | 10.011         | 18.430 |
| 1901 | 5.483          | 3.745         | 09.362         | 18.590 |
| 1911 | 4.592          | 3.203         | 07.672         | 15.467 |

Kilde: Sveistrup 1942, s. 80.

### Amerikansk kolonisering og modernisering
I 1917 blev Sankt Croix solgt til USA sammen med resten af Dansk Vestindien.